# Aralez

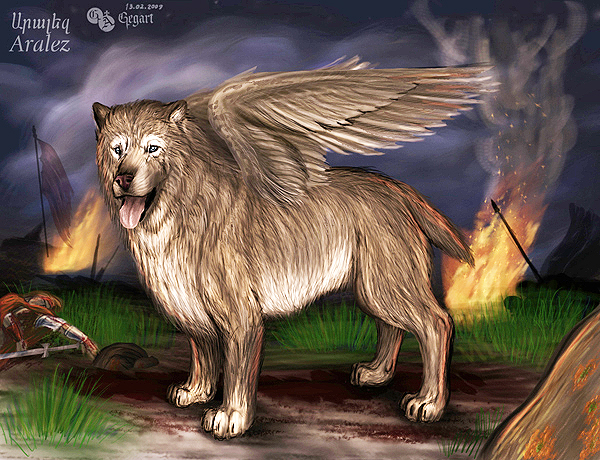
Aralez sul campo di battaglia, G.A. Aratiunian

Aralez (anche Arlez; dalla parola yarlez, "colui che sempre lecca") è, nel pantheon mitologico e nelle credenze popolari armene, uno spirito buono dall'aspetto di un cane. Anticamente era certo inteso anche come divinità inferiore. La credenza in questo e in altri spiriti simili risale ad un'epoca molto antica, precedente all'importazione del politeismo dalla Persia, e mantenutosi anche successivamente alla cristianizzazione, iniziata a partire dal I secolo.
La sua prerogativa consiste nel leccare i guerrieri feriti o caduti in battaglia, così da guarirli o ridestarli a nuova vita.
Aralez appartiene al gruppo dei Dev, ovvero spiriti sotto forma di animali o metà uomini e metà animali, i quali possono essere di indole buona, malvagia oppure neutra.